# Ove Nielsen
Ove Nielsen (15. november 1924 - 2008) var en dansk roer.
Nielsen deltog ved OL 1952 i Helsinki, hvor han sammen med Niels Kristensen, Peter Hansen, Bent Blach Petersen og styrmand Ejvind Christensen udgjorde den danske firer med styrmand. Danskerne sluttede på tredjepladsen i det indledende heat, hvor man blev besejret af de senere bronzevindere fra USA samt Storbritannien. Herefter vandt danskerne et opsamlingsheat, inden de slutteligt kom ind på sidstepladsen i sit semifinaleheat mod Storbritannien og Norge, hvilket betød at man var ude af konkurrencen.
Nielsen vandt desuden en EM-guldmedalje i firer med styrmand ved EM 1950 i Milano og en bronzemedalje i samme disciplin ved EM 1949 i Amsterdam. Senere i livet flyttede han til Norge og arbejdede som restauratør i Lillehammer.